# 朱麗葉·凱普萊特

英國新古典主義畫家约翰·威廉姆·沃特豪斯於1898年所繪的茱麗葉

茱麗葉·凱普萊特（Juliet Capulet）是英國文學家威廉·莎士比亞著名悲劇《罗密欧与朱丽叶》的女主角，而男主角則是羅密歐·蒙泰古。這個故事在莎士比亞改編之前就已經存在，擁有悠久的歷史。在一些早期版本中，女主角的名字是朱麗塔。然後英國詩人亞瑟·布魯克（Arthur Brooke）在敘事詩《羅密歐與朱麗葉的悲劇史》中首次將女主角的名字改成茱麗葉。茱麗葉出生在義大利維羅納的一個富裕家庭，是凱普萊特夫婦最小的孩子。雖然她曾經有年長的兄弟姐妹，但是根據當時的劇本來看，她是凱普萊特夫婦唯一倖存下來的孩子，所以茱麗葉也是凱普萊特家族唯一的繼承人。童年時期的茱麗葉受到護士的照顧，後來她亦成為茱麗葉的知己與護衛。

## 年紀

英格蘭畫家弗蘭克·迪克西為《羅密歐與朱麗葉》描繪的陽台場景

隨著故事的進展，茱麗葉的14歲生日來臨（她在亞瑟·布魯克的詩中是16歲生日）。她出生於「收穫節前夕」（8月1日），所以茱麗葉的生日是7月31日（第1幕·第3景·第17-19行）。茱麗葉初登場時其奶媽指出當時「離收穫節尚有兩個星期多一點」。（第1幕·第3景）莎士比亞悲劇《羅密歐與茱麗葉》裡茱麗葉非常年輕，她的父親說她「身上看不出14年來的變化」（第1幕·第2景·第9行）。在歷史上許多文化和時代，女性在這麼小的年紀就會結婚生子。莎士比亞通過茱麗葉的追求者帕里斯說：「比她年紀更小的人，都已經做了幸福的母親了。」（第1幕·第2景）莎士比亞也通過茱麗葉的母親說：「在這維洛那城裡，比你再年輕點兒的千金小姐們，都已經做了母親啦。就拿我來說吧，我在你現在這樣的年紀，也已經生下了你。」（第1幕·第3景）
然而在莎士比亞時代的英國，大多數的女性至少會等到21歲以後才會結婚，但是也有許多少女在11歲就被迫結婚生子。
羅密歐與茱麗葉是一個關於義大利家庭的戲劇。莎士比亞戲劇的觀眾可能從來沒有見過一個義大利人，所以普遍認為他們應該相當奇特－熱情及多情的義大利男性和一位早熟、已經準備成為母親的13歲意大利女性。凱普萊特夫人在茱麗葉同年齡的時候生下朱麗葉。《羅密歐與茱麗葉》以青年為主角，同時指出他們心裡的衝動、激情、理想主義及本質導致這場悲劇發生。《羅密歐與茱麗葉》將青少年戀人之間的迷戀轉化成莊嚴的愛情。

## 性格

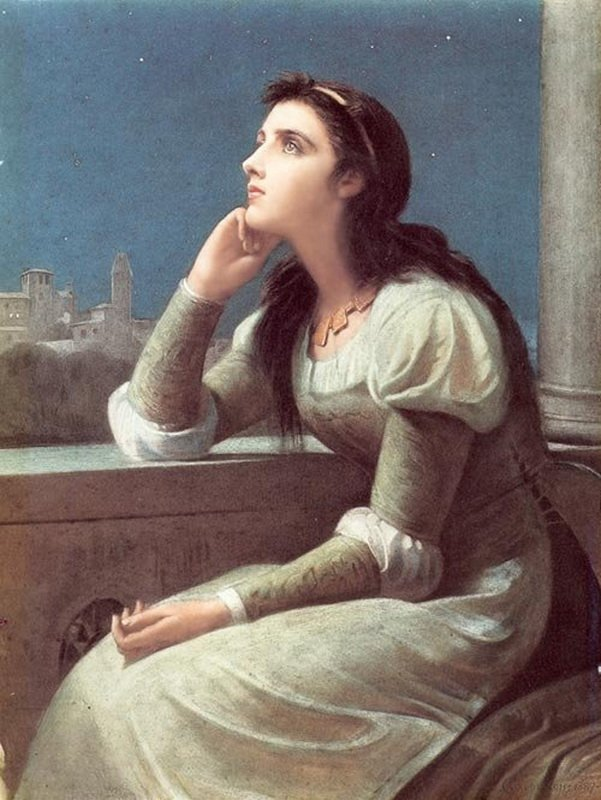
菲利普·赫莫傑尼斯·卡爾德隆所繪的茱麗葉

《羅密歐與茱麗葉》劇中的時間橫跨4天以上。在這幾天當中，朱麗葉的心理迅速成長，從青年進入成年，因為她必須處理生活的問題、愛情與熱情，甚至死亡。她在劇中擁有一個潛在追求者（派瑞斯伯爵），但是卻愛上了另一個人（羅密歐）。她私下與羅密歐結婚，並體驗到表弟提伯爾特的死亡。羅密歐後來在父親威脅下被迫離開城市，在他離開之前，她與羅密歐渡過一個短暫的激情夜晚。因為她拒絕與父母選擇的男人結婚，所以她與父母之間的關係幾乎決裂。茱麗葉後來也跟從嬰兒時期就開始照顧她的護士反目，並最終自殺在她死去的丈夫身旁。
莎士比亞筆下的茱麗葉是一個任性與聰慧的人物，儘管她非常年輕，她似乎也相當膽小。許多人認為茱麗葉是劇中真正的英雄，因為她的行為可以包容個性衝動的羅密歐。朱麗葉在她與羅密歐之間的行為互動設置底限：朱麗葉讓他吻她，她承諾，她在他面前許下承諾，她提出他們結婚的建議。朱麗葉在羅密歐殺死泰伯特後寬恕他，展現成熟的特質，這與羅密歐的熱情衝動恰好相反。此外，朱麗葉說謊並私下違反家人的意願，這是對於傳統義大利社會真正的反叛行為。這些行為及選擇讓朱麗葉建構出一個比她的家人，甚至是羅密歐認知下還要複雜的人格。
在茱麗葉首次登場時，她顯露出順從的個性，也缺乏處理事務的經驗。因為她自己的社會經驗不多，所以在許多方面都依賴著她的父母及護士。雖然朱麗葉並沒有結婚的想法，但是因為母親請求，所以茱麗葉願意結婚。朱麗葉大部分的時候都跟凱普萊特夫人年輕時的行為一樣，也希望會嫁給一個像她父親一樣有錢有勢的紳士。派瑞斯伯爵在劇中本來是一個旁觀者，然而他後來逐漸進入凱普萊特家庭中。他和朱麗葉在故事開始之前可能從來沒有見過面。他對朱麗葉感到興趣主要是基於她的社會地位及家庭擁有的巨大財富，而不是針對她的美貌。他禮貌地要求茱麗葉凱普萊特以握著她的手，顯然希望她開始準備替他生下孩子，越快越好：「她比成為一個幸福的母親還要年輕」（第1幕·第2景·第12行）。朱麗葉另一方面也沒有興趣成為一個妻子與母親（擁有派瑞斯伯爵骨肉）： 「（婚姻）是一種我不想擁有的榮譽」（第1幕·第3景·第68行）。甚至連她的父親起初都認為她太年輕了，不應該結婚。這可能是一種考量到自己的妻子所產生的感情，如果她在嫁給他之前再等待幾年的話會更快樂。他告訴派瑞斯伯爵讓朱麗葉成熟幾年之後再計劃結婚，但他卻傲慢的拒絕這項提議（第1幕·第2景·第10－11行）。當然，朱麗葉的心理在她與羅密歐見面後幾分鐘內產生一些變化，但是當她的母親提到派瑞斯伯爵時，她的行為卻回複到一個不成熟的、發牢騷，甚至幾乎幼稚的狀態。然而羅密歐的存在似乎促使她的心理逐漸成熟，她作出決定的速度很快，但是真正行動時則會反覆思考。
羅密歐與茱麗葉之間產生濃烈的愛情後，羅密歐的心理似乎也更加成熟穩重。相較於他在壓傷羅莎林期間展現出的痛苦和挫折，他對茱麗葉及她的家人的行為與態度通常都非常成熟。家族之間的世仇關係對他而言並沒有任何意義，因為他已經捨棄它們。羅密歐與茱麗葉大部分的對話結構相當複雜。他們的押韻聯句有時會配合在一起創造出一首詩。這象徵著他們之間的和協，並且顯示朱麗葉可以輕易的融入羅密歐的文字遊戲當中。
目前學者對於為什麼羅密歐與茱麗葉會彼此相愛還不甚清楚，因為這不僅是身體魅力所直接造成的。他們在第一次見面後不到24小時後就結婚了。命運在故事中扮演持續性的作用。他們的愛情是「死亡標記」 （第1幕·第1景·第9行），這對情人「是不幸的」（第1幕·第1景·第6行）。羅密歐覺得他受到星星的指引，就像船舶受到船員的控制一樣。這種想法可能是兩個家庭注定要一起結束，結束爭鬥，他們的死亡可能是也或可能不是這種命運的一部分。不同的讀者或觀眾對於《羅密歐與茱麗葉》可能有不同的解釋。導致他們死亡的一系列災難性事件或許只是命運的一部分，也可能讓人們對於命運感到震驚，導致這個故事成為真正的悲劇。無論如何，羅密歐與茱麗葉雙方家庭之間的和平在他們死後終於來臨。

### 現在的維羅納

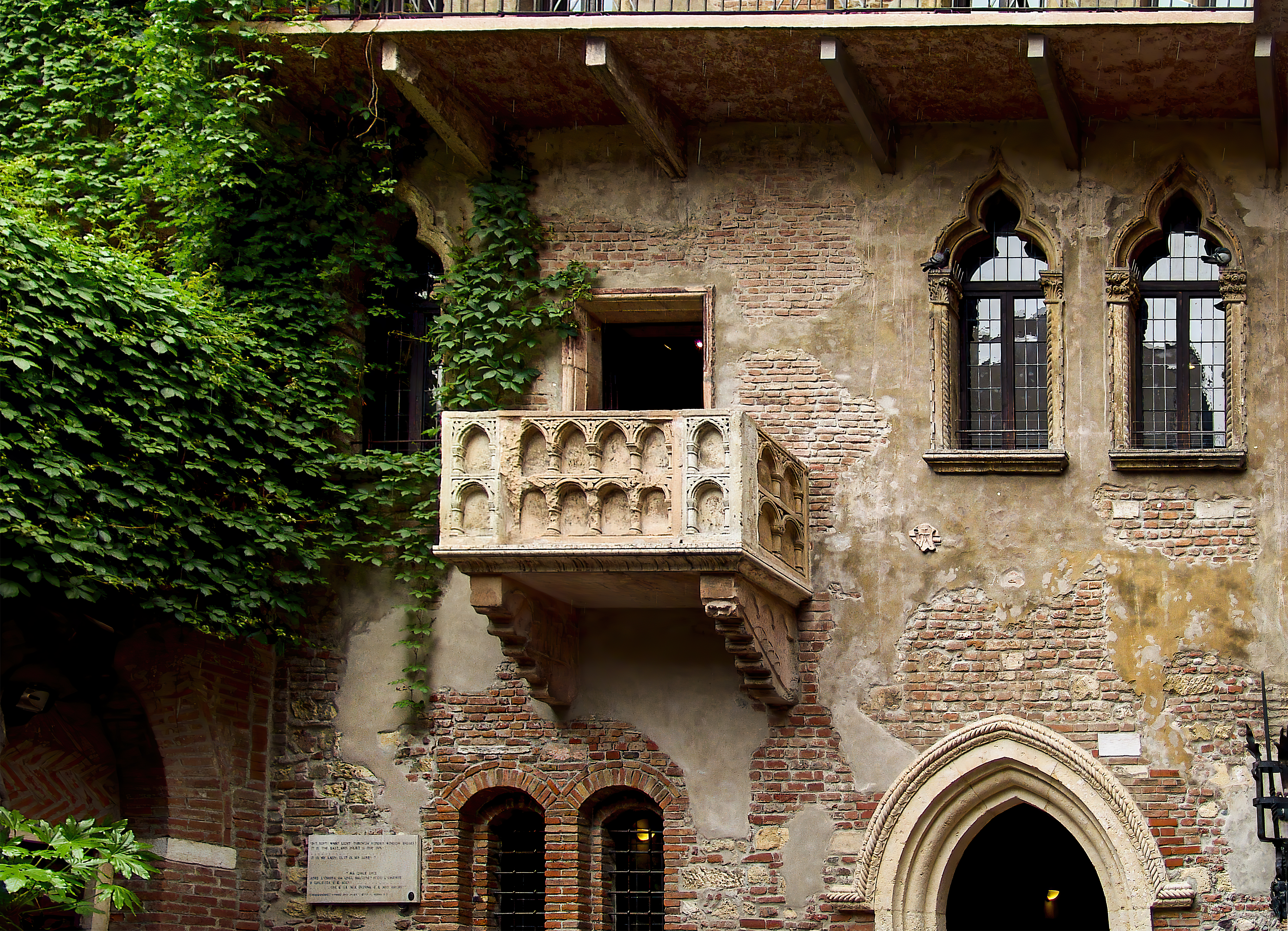
維羅納傳說中的朱麗葉的陽台，下方的牆上貼滿許多情書

在維羅納，有1間聲稱是凱普萊特家族擁有的房屋已成為一個觀光景點，該屋的一個陽台被稱為朱麗葉的陽台，在小院中有一尊朱麗葉的銅像。這裡也是維羅納最多遊客造訪的景點之一，雖然《羅密歐與茱麗葉》最早的版本是發生在錫耶納而不是維羅納。根據一個傳說，如果一個人觸摸茱麗葉銅像的乳房，他將會獲得好運，所以雕像胸前的金屬已經磨損相當嚴重。
很多人會將自己及摯愛的名字寫在入口的牆壁上，這面牆也被稱為朱麗葉之牆。許多人相信將名字寫在那個地方將使他們的愛情永遠存在。這個建築在重建及清洗乾淨後，目前在外面的牆上放置牆板或白色的紙以供人們在上面寫下姓名。
把情書貼在牆壁上也是一個傳統（每年有成千上萬人會這麼做），但是必須經常僱用員工來保持庭院乾淨。

### 茱莉艾塔瑪俱樂部
自1930年代起，許多寄給茱麗葉的信件陸續寄達維羅納。截至2010年為止，每年收到的信件超過5,000封，其中四分之三是由女性寄出的。而美國的青少年所佔的比例最多。這些信件由當地志願者接收並回複，他們在1980年代組成茱莉艾塔瑪俱樂部（茱麗葉俱樂部），資金是由維羅納市政府所提供的。

## 演出
瑪麗·桑德森（Mary Saunderson）是第一位扮演朱麗葉的職業演員，之前扮演朱麗葉的演員均為男性。
英國演員奧麗維婭‧赫西（Olivia Hussey）曾經在1968年義大利導演法蘭高·齊費里尼執導的《殉情記》電影扮演茱麗葉。
日本聲優水澤史繪在GONZO製作的日本動畫《羅密歐×茱麗葉》中替茱麗葉配音。

## 延伸閱讀
- "Juliet's Taming of Romeo" Carolyn E. Brown; Studies in English Literature, 1500-1900, Vol. 36, 1996
- "A Psychological Profile of Shakespeare's Juliet: Or Was It Merely Hormones?" Nancy Compton Warmbrod The English Journal, Vol. 69, No. 9 (Dec., 1980), p. 29

## 外部連結
- The Juliet club in Verona
- The fanlisting for Juliet